# Морено (станция метро)
«Морено» (исп. Moreno) — станция Линии C метрополитена Буэнос-Айреса.
Станция находится в районе Монсеррат, на пересечении улиц Авенида Нуэве-де-Хулио и Морено, от последней станция метро и получила своё наименование. Улица же была названа в честь адвоката Мариано Морено, который являлся одним из руководителей Патриотической хунты первого аргентинского правительства. Станция Морено была открыта 9 ноября 1934 года. В 1997 году станция была включена в число Национальных исторических памятников.
Станция украшена 2 керамическими панно размером 20 х 2 метра, выполненными по эскизам 1934 года художников Мартина С. Ноэля и Мануэля Эскасани и изготовленными в Севилье. На одном панно изображены испанские Бильбао, Сантандер, Сан-Себастьян, Алава и Наварра, на втором — Сантьяго-де-Компостела, Луго, Астурия и Сантандер.

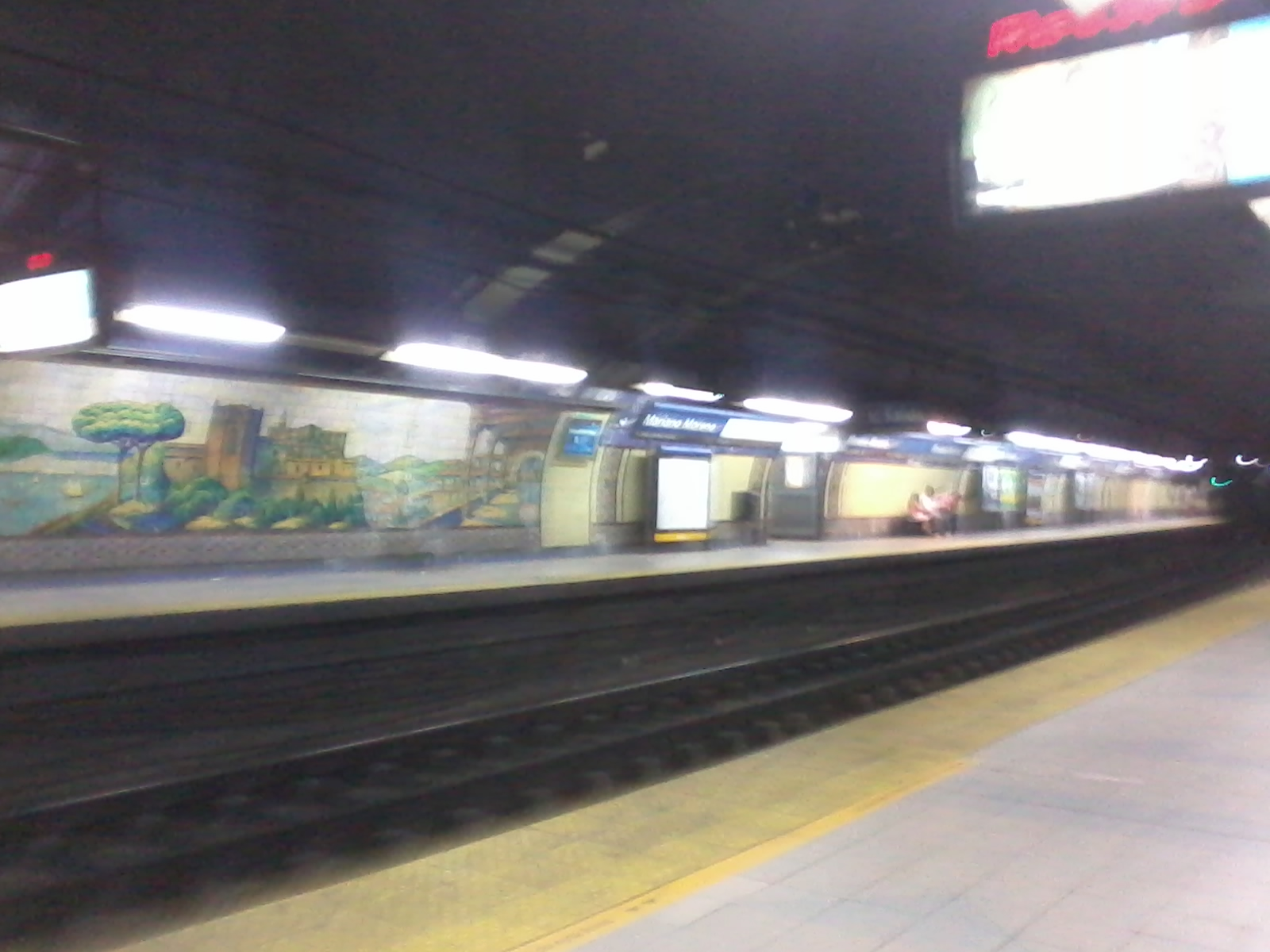